# Crataegus hupehensis
Crataegus hupehensis — вид квіткових рослин із родини трояндових (Rosaceae).

## Біоморфологічна характеристика
Це дерево чи кущ 3–5 метрів заввишки; гілки рідко колючі, іноді без колючок. Гілочки пурпурно-коричневі молодими, сірувато-коричневі старішими, голі. Листки: ніжки листків 3.5–5 см, голі; пластина яйцювата чи яйцювато-довгаста, 4–9 × 4–7 см, гола чи остюкувата в пазухах, основа широко клиноподібна чи заокруглена, край городчато-пилчастий, з 2–4 парами неглибоких яйцюватих часток на верхівковій частині, верхівка коротко загострена. Суцвіття — 7–9-квітковий щиток, 3–4 см у діаметрі. Квітки ≈ 1 см у діаметрі; чашолистки трикутно-яйцюваті, 3–4 мм, голі; пелюстки білі, яйцюваті, ≈ 8 × 6 мм; тичинок 20. Яблука червоні, ± кулясті, ≈ 2.5 см у діаметрі, голі; чашолистки стійкі. Період цвітіння: травень і червень; період плодоношення: серпень і вересень.

## Ареал
Зростає у центральній, східній і південно-східній частині Китаю (Хенань, Хубей, Хунань, Цзянсу, Цзянсі, Шеньсі, Шаньсі, Сичуань, Чжецзян).
Населяє зарості на схилах; на висотах 500–2000 метрів.

## Використання
Плоди їдять сирими чи вареними. Плоди використовують у виробництві лікарських препаратів.